# Jo Attia
Pour les articles homonymes, voir Attia.
Joseph Attia dit Jo Attia (nom complet Brahim Victor Joseph Marie Attia), né le 10 juin 1916 à La Richardais (Ille-et-Vilaine) et mort le 22 juillet 1972 dans le 15e arrondissement de Paris, est un malfaiteur français qui fut une figure notoire du milieu dans les années 1940 à 1970.
Il commet ses premiers délits à la fin des années 1930. Expédié aux Bataillons d'infanterie légère d'Afrique, il combat dans les corps francs en 1939-1940. Démobilisé, il pratique l'extorsion de fonds et commet divers cambriolages, vols et trafics à Paris. Il est réputé avoir fait partie d'un réseau de Résistance, mais des doutes subsistent à ce sujet.
Arrêté, il est transféré le 16 mars 1943 dans les locaux de la Gestapo française, rue Lauriston, où il est torturé, puis livré aux Allemands et déporté à Mauthausen. Son comportement énergique au sein du camp de concentration lui vaut la reconnaissance des autres déportés, dont plusieurs personnalités comme Edmond Michelet qui témoignent en sa faveur lors des nombreux procès où il comparaît. 
Avec Pierre Loutrel alias Pierrot le Fou, Abel Danos, Georges Boucheseiche, Raymond Naudy et Marcel Ruard, il fait partie du gang des Tractions Avant en 1946. Il est également réputé avoir participé à des opérations au profit du Service de documentation extérieure et de contre-espionnage (SDECE). Arrêté et jugé à plusieurs reprises, il n'est condamné qu'à des peines relativement légères, ce qui lui vaut le surnom de « roi du non-lieu ». Il ouvre des cabarets à Paris et Abidjan tout en poursuivant des activités illicites : extorsion de fonds, escroquerie, cambriolages, détention d'armes, etc. Il meurt des suites d'un cancer de la gorge en 1972.

## Biographie

### Jeunesse
Natif de La Richardais (Ille-et-Vilaine), Jo Attia est le fils de Brahim Attia (1890-1934), tunisien né à Tunis, chauffeur, qui participe à la Première Guerre mondiale, et de son épouse bretonne, Léontine Hamoniau (1891-1980), mariés à Paris le 27 août 1914. Il a deux sœurs aînées, Raymonde et Denise, qui meurent de maladies aux âges de dix-neuf et vingt-et-un ans. Placé dans des fermes, il est un enfant martyrisé pendant deux ans par le couple qui l'héberge en Isère, puis il fugue dès l'âge de 14 ans et commet ses premiers délits. 
Il tente de s'engager dans la marine, mais il est recalé faute d'instruction suffisante. Il pratique un peu la boxe, ce qui lui vaut son premier surnom : Jo le boxeur. À 19 ans, il connaît sa première condamnation sérieuse : deux ans de prison pour cambriolage. À la sortie, on l'envoie faire son service militaire à Tataouine, aux bataillons d'infanterie légère d'Afrique (les Bat d'Af). Il y rencontre Pierre Loutrel, futur « Pierrot le Fou », avec lequel il se lie.

### Guerre et Occupation
En 1940, Jo Attia combat dans les corps francs. Démobilisé, il rejoint Paris où il se livre à divers trafics, cambriolages et extorsions de fonds. Il semble avoir été proche de Charles Cazauba, membre de la Gestapo de la rue Lauriston, avec lequel il se livre au trafic de faux tickets d'alimentation,. Il se rapproche parallèlement de la Résistance (réseau Centurie). Arrêté en mars 1943, il est transféré rue Lauriston où les membres de la Gestapo française lui font subir divers mauvais traitements. Livré aux Allemands par Henri Lafont, il est déporté à Mauthausen en août 1943, où sa conduite est jugée exemplaire par ses codétenus. Après la guerre, il est décoré de la croix de guerre 39-45. Plusieurs anciens déportés de Mauthausen, tel Edmond Michelet, apportent des témoignages de bonne moralité à l'occasion de ses procès.

### Gang des Tractions Avant
De retour à Paris, Jo Attia retrouve Pierre Loutrel, dit Pierrot le Fou, et se lance avec lui et d'autres malfaiteurs — connus sous le nom de Gang des Tractions Avant — dans une série de vols à main armée tout au long de l'année 1946.
Le 25 septembre 1946, Attia et plusieurs complices sont cernés par la police dans une guinguette de Champigny-sur-Marne. De nombreuses forces de police (dont le préfet de police Luizet, mis sous pression par Édouard Depreux, le ministre de l'Intérieur) encerclent l'établissement et échangent des coups de feu avec les gangsters. Pierre Loutrel, prévenu, force les barrages de police au volant d'une puissante voiture de sport (une Delahaye carrossée par Saoutchik, rachetée à l'ambassadeur de Suède en France et dont il s'est bien gardé de remplacer les plaques diplomatiques). Il parvient à embarquer Attia et plusieurs complices, puis à retraverser les barrages malgré un mitraillage nourri.
En novembre 1946, Jo Attia recueille Loutrel gravement blessé lors de l'agression d'un bijoutier rue Boissière à Paris et le fait hospitaliser sous un faux nom à la clinique Diderot. Quatre jours plus tard, comme l'état de Loutrel empire, Attia, Danos et Boucheseiche, déguisés en ambulanciers, enlèvent Loutrel de la clinique et le conduisent chez un complice à Porcheville, où il décède. Ses amis l'enterrent sur une île de la Seine. Jo Attia est arrêté en juillet 1947 et jugé six ans plus tard. De tous les délits et crimes qui lui sont reprochés (attaque à main armée, complicité d'assassinat, etc.), un seul est retenu : recel de cadavre (celui de Loutrel). Il obtient des non-lieux pour tous les autres chefs d'accusation et retrouve la liberté quelques mois plus tard.

### Années 1950 et 1960
À sa sortie de prison fin 1953, Jo Attia fait la connaissance de Carmen Cocu, tenancière du Montmartre-bar, situé au 15 de la rue Joseph-de-Maistre. Attia réaménage l'établissement et le nomme Le Gavroche. Le bar-restaurant devient le rendez-vous du Tout-Paris. Auguste Le Breton et Albert Simonin y tiennent des séances de dédicace et Attia acquiert la réputation de juge de paix au sein du milieu.
Début 1956, il est arrêté à Tanger pour port d'armes prohibées. Les autorités espagnoles réclament son extradition car elles le soupçonnent d'avoir participé à un attentat à la bombe contre Allal el Fassi, l'un des leaders de l'Istiqlal. Caché dans la villa de Tétouan, l'engin explosif avait été désamorcé à temps par la police espagnole,,. Allal el Fassi est victime d'une autre tentative d'assassinat en septembre 1956, quand trente-quatre balles sont tirées sur les voitures du cortège, à 32 kilomètres de Boulemane. 
Dans les semaines précédentes, à la fin 1955, il avait effectué des repérages, aidé par deux complices et recruté par un préfet qui voulait lui faire signer un contrat par écrit, pratique incohérente avec celle du Milieu.
Le SDECE, jusqu'en 1957, fait épisodiquement appel à Attia pour des opérations clandestines, principalement au Maroc, où le SDECE fait appel en même temps à Joseph Renucci.
Ces missions sont confiées par le colonel René Bertrand « Beaumont », directeur de la recherche du SDECE, qu'il a connu à Mauthausen. Celles-ci sont d'ailleurs rarement couronnées de succès,.
Les autorités françaises obtiennent son extradition car, depuis sa prison de Tanger, Attia clame qu'il a des révélations à faire dans l'Affaire du double meurtre de Montfort-l'Amaury, commis le 31 mai 1955, en forêt de Rambouillet, au Carrefour des Sept-chênes. Mais pour un auxiliaire des services de contre-espionnage, ce marché de graisses semble moins l'enjeu qu'une affaire de services secrets,.
Dans le bureau du juge, il fait état de son appartenance aux services secrets et propose à celui-ci d'appeler le SDECE et de demander confirmation à l'adjoint du chef du service Action Didier Faure-Beaulieu (« Lefort »). Cette initiative conduit le Garde des Sceaux à demander des explications à Pierre Boursicot, directeur général du SDECE. Celui-ci limoge aussitôt le chef du service Action Henri Fille-Lambie (« Jacques Morlane »).
Le procès de l'Affaire de Montfort-l'Amaury le voit expliquer en juin 1957 puis en décembre 1957 qu'il ne s'y était accusé que pour échapper aux geôles de Tanger,, la Justice espagnole lui reprochant plusieurs crimes politiques,. « Pour en sortir il fallait que je me "mouille" dans une affaire restée impunie. On m'a proposé l'assassinat de Jacques Lemaigre-Dubreuil et le crime de Montfort-l'Amaury. Comme ça sentait le grillé au Maroc, j'ai opté (sic) pour Montfort », précise-t-il,.
En 1959, il ouvre un luxueux cabaret à Abidjan (Côte d'Ivoire), Le Refuge, où la chanteuse Barbara donna quelques soirées.
Il est arrêté à plusieurs reprises entre 1959 et 1965 pour extorsion de fonds, infraction à une interdiction de séjour et escroquerie au détriment de rapatriés d'Afrique du Nord,,. Il est momentanément soupçonné d'être impliqué dans l'enlèvement de Mehdi Ben Barka, en raison du fait que les malfaiteurs qui ont participé à l'enlèvement (Figon, Boucheseiche, Le Ny, Dubail) sont ses amis. Cependant il n'a pas de difficulté à être disculpé car il se trouvait en prison au moment des faits. Il est également accusé par le colonel Antoine Argoud, membre de l'OAS, d'avoir participé à son enlèvement en février 1963 à Munich. Attia poursuit l'officier pour diffamation.
En juin 1967, il est libéré de prison à l'issue de sa dernière peine.

### Double crime du Gavroche
Le 5 novembre 1969, un petit voyou nommé Christian Jubin entre au Gavroche, tue la barmaid, Mireille Emmare, et son ami, Alain Versigny, puis emmène de force Nicole Attia (1943-1994), fille de Jo Attia et Andrée Chissadon (1910-1997), et la viole. Il est arrêté deux mois plus tard. Repris après une évasion avec prise d'otages, dont sont inspirés un film d'Édouard Molinaro, Le Gang des otages, et un téléfilm d'Alain Boudet, La Conciliation ou Anatomie d'un otage, il est condamné à la réclusion criminelle à perpétuité en 1973 et meurt en prison en 1990.

### Mort
Jo Attia meurt à son domicile parisien en juillet 1972 d'un cancer du larynx diagnostiqué cinq ans auparavant. Il est inhumé au cimetière d'Orsay (division 16) avec sa mère Léontine et le dernier mari de celle-ci. Au total, il passe une vingtaine d'années derrière les barreaux et obtient autant de non-lieux.

## Distinctions
- Croix de guerre 1939-1945
- Chevalier de la Légion d'honneur en 1945

### Source
- Alphonse Boudard, Les Grands Criminels, Paris, Pré aux Clercs, 1989 (OCLC 21149369).

### Cinéma
- Le Gang des otages (1973) d'Édouard Molinaro
- Madame Claude (2021) de Sylvie Verheyde, joué par Roschdy Zem